# 車両使用料
車両使用料（しゃりょうしようりょう）とは、鉄道事業者が他事業者の車両を使用して自社の列車を運転した際に生じる料金のこと。

## 概要
車両使用料は主に直通運転において発生することが多い。
以下、2事業者間のみでの直通運転した場合の、事業者乙の車両を用いて事業者甲の列車を運転するとした際の一般的な流れについて説明する。
事業者甲の路線と事業者乙の路線が直通運転をすることになり、事業者乙の車両が事業者甲の路線において運用されることになった。この際発生するのが車両使用料である。事業者甲には、事業者甲の線内における事業者乙の車両の運用距離と運用編成数に応じた使用料金を事業者乙に支払う義務が生じる。

## 相互乗り入れの場合
両者の車両が互いに直通相手方の路線に乗り入れる場合、互いに相手方に対する車両使用料が発生する。これは、相互直通運転の場合は事業者甲の車両が事業者乙の路線で運転される場合もあり、その場合は事業者乙から事業者甲への車両使用料が発生するからである。
基本的には、車両運用の調整により互いに他者区間の走行距離を同等とすることで相殺するのが慣例となっている。例えば、事業者甲の路線における事業者乙の車両の運用距離のほうが、事業者乙の路線における事業者甲の車両の運用距離よりも長くなりそうな場合には、直通運転に使用する編成を事業者甲の車両中心としたり、事業者甲の車両を事業者乙の線内列車に充当したりして、運用距離を調整する。
ただし、3事業者間以上にわたる直通運転で、特に変則乗り入れを伴う場合は、例えば事業者甲に対する事業者乙への使用料を、事業者丙の車両を事業者甲の車両扱いとして乗り入れるか、あるいは事業者丙の運用を増やして事業者丙が代わりに支払う方法もある（この場合は事業者丙の路線へ事業者乙の車両をその分多く乗り入れさせて事業者乙と事業者丙との間でも相殺することがある）。
また、現行のダイヤで事業者甲の車両運用距離が事業者乙の車両運用距離よりも多くなった場合には、次回のダイヤ改正で逆に事業者乙の車両運用距離を事業者甲のそれよりも多くさせて、次々回のダイヤ改正までに是正する方法が採用される事例がある。
他にも、車両運用距離の長短の調整には、運用での調整ではなく、現金で決済を実施する事例もある。
電力等の消費量に著しい差が発生する場合には、その分も加味されて費用が計算される場合がある。日本国有鉄道（国鉄、現・東日本旅客鉄道<JR東日本>）常磐緩行線の103系1000番台が乗り入れ先の帝都高速度交通営団（営団、現・東京地下鉄<東京メトロ>）千代田線内で、営団車両（6000系。なお当時の営団車は国鉄車と同じく抵抗制御車の5000系も運用されていた）と比較して電力消費量が多いため、営団は電気代を車両使用料に上乗せして国鉄に請求していた事例がある。一方で、東西線との間では、初期の同線では営団側も国鉄側の車両と同様に抵抗制御車のみ（国鉄側は301系と103系1000番台で営団側は5000系のみであった。後者は冷房化時に界磁添加励磁制御に変更した）だったこと、また千代田線との間の調整方法とは異なり、東西線との間では、国鉄・営団時代の最初期には車両使用料超過分は現金決済だったこともあり、追加の電力費の請求はなされなかった。
このように相互直通運転において発生するのは一般には車両使用料であり、線路使用料ではない。
かつては走行キロの貸し借りで精算をしていたが、税務上物々交換は適切でないとのことで、現在は1車1キロ走行あたりの車両使用料を算出するようになり、毎月の走行距離の車両使用料に消費税額を加えたものを相手会社に支払うことで、会社間で料金のやり取りをしている。

## 片乗り入れの場合
一方の事業者の車両だけが、相手方に乗り入れて直通運転することを、「片乗り入れ」という。事業者甲の路線に事業者乙の車両が乗り入れる（事業者甲の車両は事業者乙の路線に乗り入れない）場合、事業者甲は事業者乙に対して一方的に車両使用料を支払うことになる。この際事業者乙は事業者甲に対して人件費分を払うこともあるが、基本的に相殺にはならない。
神戸高速鉄道は自社の車両を保有しておらず、鉄道事業法の施行前には乗り入れ各社（阪神・阪急・山陽・神鉄）から車両を借り（車両使用料を支払っ）て営業を行っていた。同法の施行後には1年間の猶予期間を経て、法的には神戸高速鉄道が第三種鉄道事業者、乗り入れ各社が第二種鉄道事業者となり、従来とは逆に神戸高速鉄道が各社に線路を貸して線路使用料を受け取る形式へと変化したが、乗り入れ各社が駅務や運行管理を神戸高速鉄道へ委託して、従来と実質変化のない運営体制が2010年9月30日まで続けられた。